# Agen Kolar
Agen Kolar a Csillagok háborúja című film egyik karaktere, aki egy Jedi mester volt,  Iridoniáról jött és a nagy fájdalmakat igen jól bíró zabrak fajba tartozott. Kolar nagyon gyorsan tanult, és elég fiatalon a Rend kiváló tagja lett. Mace Winduval nagy barátságban állt, a koruni mester volt a kardforgató-mestere.

## Háborús időszak
Agen Kolar is éppen a templomban tartózkodott, amikor a Jedik elindultak kiszabadítani Obi-Wanékat. Kolar túlélte a Geonosisi csatát, de ifjú tanítványa, Tan Yuster nem. Ebbe Kolar nem tudott soha belenyugodni, és nem is vett magához több tanítványt. 
A csatában Eeth Koth mester is meghalt, így megüresedett helyét a tanácsban Agen Kolar vehette át. A háború éveiben nem vállalt túl sok küldetést, de a szeparatista uralom alatt lévő Brentaal IV rendszerben egy egész klónszázadot vezetett. Később Windu, Kit Fisto, és Tiin mesterrel a peremvidékeken lévő Jedik gyilkolására szakosodott fejvadászokat ölték meg.
A sors iróniája, hogy a háború végén ugyanezekkel a Jedi mesterekkel halt meg. A tanács tagjai közül nem sokan maradtak a fővárosban: Obi-Wan Kenobi az Utapaun volt; Ki-Adi-Mundi a Mygeeto felszabadításáért fáradozott; Plo Koon szorgalmasan ostromolta Cato Neimoidia városát; Yoda pedig a Kashyyykon volt, hogy megfékezze a droid támadásokat.
Miután Anakin Skywalker megtudta az igazságot Palpatine főkancellárról, Windut megkereste. Mace Windu három Jedi társával együtt elindult letartóztatni Darth Sidioust. Néhány perces beszélgetés után Palptaine meglepte őket gyors támadásával és Kolart mellkason döfte, így halt meg elsőként.

## Érdekességek
- A III. rész könyvváltozatában Kolar nem elsőként halt meg. Palpatine megtévesztette Saesee Tiin mestert, aki egy pillanatra leeresztette fénykardját. Ez elég is volt a Sithnek, Egy másodperc múlva az iktochi feje hullott a földre. Ám még ugyanebben a támadásban Kolar is megsérült: feje füstölgött, és Kolar utolsó mondata ez volt: „Ez…nem fáááj”- majd eldőlt. Úgy halt meg, hogy a fájdalmát, halálát meg sem érezte, mivel a zabrak faj kibírja ezt az érzést.